# Vladimir Shishkin
Vladimir Shishkin (né le 12 janvier 1964 à Gorki) est un athlète russe, spécialiste du 110 mètres haies.

## Biographie

### Palmarès
| Date | Compétition           | Lieu  | Résultat | Performance |
| ---- | --------------------- | ----- | -------- | ----------- |
| 1988 | Jeux olympiques       | Séoul | 4e       | 13 s 51     |
| 1990 | Championnats d'Europe | Split | 5e       | 13 s 55     |
| 1991 | Championnats du monde | Tokyo | 6e       | 13 s 39     |

### Records
| Épreuve          | Performance | Lieu      | Date         |
| ---------------- | ----------- | --------- | ------------ |
| 110 mètres haies | 13 s 21     | Léningrad | 11 juin 1988 |